# Paul Verhaegen

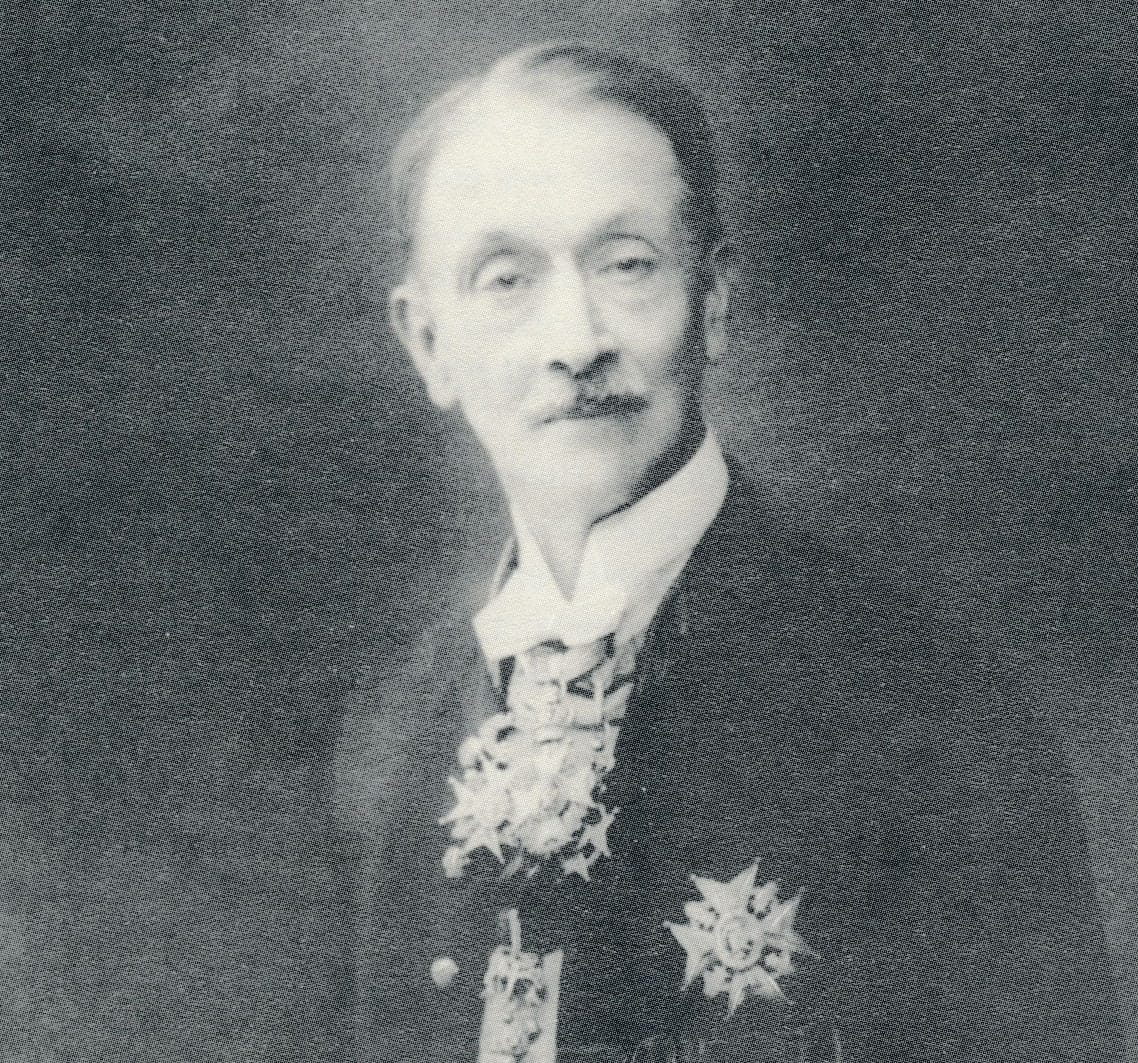
Paul Verhaegen

Jean Paul Joseph baron Verhaegen (Elsene, 15 september 1859 – Watermaal-Bosvoorde, 9 mei 1950) was een Belgisch magistraat, historicus en heraldicus.

## Biografie

### Familie
Baron Paul Verhaegen was een zoon van Eugène Verhaegen, advocaat en gemeenteraadslid van Bosvoorde, en Florence Nève. Hij was een kleinzoon van Pierre-Théodore Verhaegen, advocaat, politicus en stichter van de Université libre de Bruxelles. Samen met zijn broer, sociaal voorman Arthur Verhaegen, werd hij in 1886 in de adelstand opgenomen. Arthur kreeg de titel van baron in 1917 en Paul in 1923.
Hij trouwde in 1885 in Blicquy met Hélène du Roy de Blicquy (1862-1944). Ze kregen drie zoons die voor een talrijk nageslacht zorgden.
- baron Georges Verhaegen, (1886-1963), luitenant-generaal, oud-strijder Eerste Wereldoorlog, trouwde in 1916 in Le Havre met gravin Marie de Briey (1892-1978), kleindochter van graaf Albert de Briey, diplomaat en volksvertegenwoordiger, en schoonzus van graaf Louis de Lichtervelde, kabinetschef en historicus. Ze kregen vijf zoons en twee dochters, met afstammelingen tot heden.
- baron Eugène Verhaegen (1889-1974), eerste advocaat-generaal bij het hof van beroep in Brussel, oud-strijder Eerste Wereldoorlog, trouwde in 1919 in Kortenaken met Marthe de Wouters d'Oplinter (1895-1966), dochter van Fernand de Wouters d'Oplinter, gemeenteraadslid van Kortenaken, volksvertegenwoordiger, vertegenwoordiger van België bij de eerste zitting van de Volkenbond en minister van Economische Zaken. Ze kregen twee zoons en een dochter, met afstammelingen tot heden.
- baron Etienne Verhaegen (1890-1990), advocaat, oud-strijder Eerste Wereldoorlog, trouwde in 1919 in Blicquy met Marie-Louise de Goussencourt (1893-1940) en in 1947 in Elsene met Claire Dessain (1900-1974). Ze kregen drie zoons en drie dochters, met afstammelingen tot heden.

Hij was een schoonbroer van premier Jules de Burlet.

### Loopbaan
Verhaegen behaalde het diploma van doctor in de rechten aan de Katholieke Universiteit Leuven en werd advocaat bij Auguste Beernaert. Na enkele jaren advocatuur trad hij toe tot de magistratuur. Hij werd achtereenvolgens substituut-procureur des Konings in Brussel (1885), rechter in de rechtbank van eerste aanleg, ondervoorzitter van de rechtbank van eerste aanleg (1903), raadsheer in het hof van beroep (1906), raadsheer in het Hof van Cassatie (1919) en Kamervoorzitter in het Hof van Cassatie (1934). Datzelfde jaar ging hij met emeritaat.
Naast zijn beroepsactiviteiten wijdde hij zich aan historische studies. Zijn voornaamste werk werd de indrukwekkende studie over de Franse bezetting van het Belgisch grondgebied vanaf 1794, waar hij bijna veertig jaar aan werkte en dat in vijf boekdelen werd gepubliceerd.
Hij was:
- voorzitter van de Koninklijke commissie voor de uitgave van oude wetten en verordeningen (1922-1950),
- lid van de Koninklijke Commissie voor Monumenten en Landschappen (1928-1950),
- lid van het erecomité van de Vereniging van de Adel,
- effectief lid van de Raad van Adel in 1913, voorzitter vanaf 1928 tot aan zijn dood.
- ondervoorzitter van de Hoge Raad van de Conferenties van de H. Vincentius à Paulo.

Verhaegen was ridder in de Soevereine en Militaire Orde van Malta.

## Publicaties (selectie)
- La Belgique sous la domination française (1792-1814), 5 vol., Brussel, 1922-1929.
- 'Thomas Vlas dit Lineus, humaniste et jurisconsulte belge du XVIe siècle', in Bulletin de la Commission royale des anciennes lois et ordonnances de Belgique, 1922.
- 'De l'insertion des titres de noblesse dans les actes d'état civil', in Annuaire de la noblesse belge, 1923.
- 'Titres du Saint-Empire', in Le Parchemin, 1936
- 'Armoiries universitaires', in Le Parchemin, 1936.